# Banknoty Banku Polskiego na emigracji
Banknoty Banku Polskiego na emigracji – dwie emisje banknotów przygotowane w latach 1940–1942 przez Bank Polski na emigracji z przeznaczeniem do obiegu krajowego po zakończeniu wojny i planowanym ponownym przeniesieniu siedziby banku do Polski.

## Historia banknotów Banku Polskiego na emigracji
Z sukcesem przeprowadzona ewakuacja Banku Polskiego we wrześniu 1939 r. doprowadziła do jego zainstalowania się najpierw w Paryżu, a w czerwcu 1940 r. w Londynie. Pomimo faktu, że bank zachował w pełni osobowość prawną, w okresie II wojny światowej nie emitował żadnych znaków pieniężnych przeznaczonych do bieżącego obiegu, np. w celu opłacenia żołdu Polskich Sił Zbrojnych na Zachodzie. Planując powrót do Polski po zakończeniu wojny, dyrekcja banku przygotowała dwie antydatowane emisje banknotów nowego wzoru zamawiając:
- z datą 15 sierpnia 1939 r. nominały 1, 2 i 5 złotych w wytwórni Bradbury Wilkinson & Co w New Maldon, oraz 10, 20, 50, 100, 500 złotych techniką stalorytniczą w firmie Thomas De La Rue z Londynu,
- z datą 20 sierpnia 1939 r. nominały 20 i 50 złotych w American Banknote Company z Nowego Jorku.

Miejscem obu emisji podanym na banknotach była Warszawa. Antydatowanie miało na celu podkreślenie ciągłości działalności emisyjnej. Nad drukiem banknotów czuwał przedwojenny dyrektor techniczny PWPW – inż. Karol Chybiński, a sam ryt banknotów przygotował również przedwojenny rytownik PWPW – Włodzimierz Vacek.
Łącznie wydrukowano banknoty opiewające na kwotę 7 mld 328 mln złotych.
Banknoty wyprodukowane w Stanach Zjednoczonych miały zabezpieczenia w postaci fosforyzujących konfetti, po raz pierwszy wykorzystane na polskich banknotach. 
W 1947 r. cały nakład trafił do nowej Polski. W kraju rozważano wprowadzenie banknotów do obiegu ale ostatecznie w 1951 r. praktycznie całość poszła na przemiał w papierni w Miłkowie. Wg oficjalnych danych dla celów archiwalnych i kolekcjonerskich pozostawiono jedynie po 1000 sztuk każdego nominału w oryginalnym stanie oraz po 1000 sztuk każdego banknotu z dodatkowym napisem WZÓR.
Sygnatura drukarni umieszczona jest na dolnym marginesie na rewersie (dla banknotów powyżej 5 złotych na obu stronach). Klauzula prawna brzmiąca: „Bilety Banku Polskiego są prawnym środkiem płatniczym w Polsce” jest jednakowa dla wszystkich banknotów emisji Banku Polskiego na wychodźstwie.

## Banknoty emisji 15 sierpnia 1939
| Nominał     | Awers banknotu | Rewers banknotu | Charakterystyka          |
| ----------- | -------------- | --------------- | ------------------------ |
| 1 złoty     |                |                 | Emisja: 15 sierpnia 1939 |
| 2 złote     |                |                 | Emisja: 15 sierpnia 1939 |
| 5 złotych   |                |                 | Emisja: 15 sierpnia 1939 |
| 10 złotych  |                |                 | Emisja: 15 sierpnia 1939 |
| 20 złotych  |                |                 | Emisja: 15 sierpnia 1939 |
| 50 złotych  |                |                 | Emisja: 15 sierpnia 1939 |
| 100 złotych |                |                 | Emisja: 15 sierpnia 1939 |
| 500 złotych |                |                 | Emisja: 15 sierpnia 1939 |

## Banknoty emisji 20 sierpnia 1939
| Nominał    | Awers banknotu | Rewers banknotu | Charakterystyka          |
| ---------- | -------------- | --------------- | ------------------------ |
| 20 złotych |                |                 | Emisja: 20 sierpnia 1939 |
| 50 złotych |                |                 | Emisja: 20 sierpnia 1939 |

## Wzory
| Nominał     | Awers banknotu | Rewers banknotu |
| ----------- | -------------- | --------------- |
| 1 złoty     |                |                 |
| 2 złote     |                |                 |
| 5 złotych   |                |                 |
| 10 złotych  |                |                 |
| 20 złotych  |                |                 |
|             |                |                 |
| 50 złotych  |                |                 |
|             |                |                 |
| 100 złotych |                |                 |
| 500 złotych |                |                 |

## Próby druku

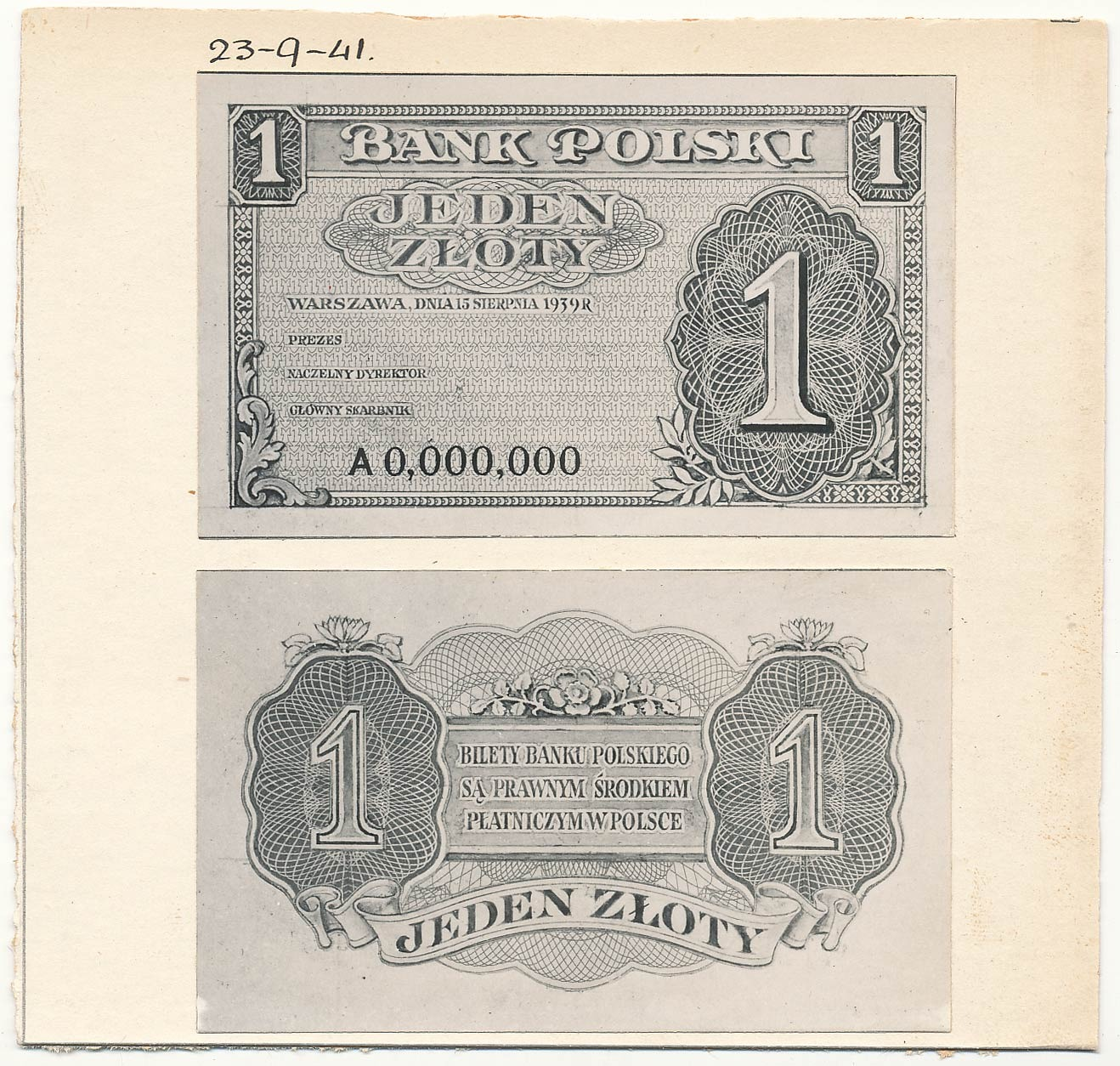
fotoprojekt 1 złoty
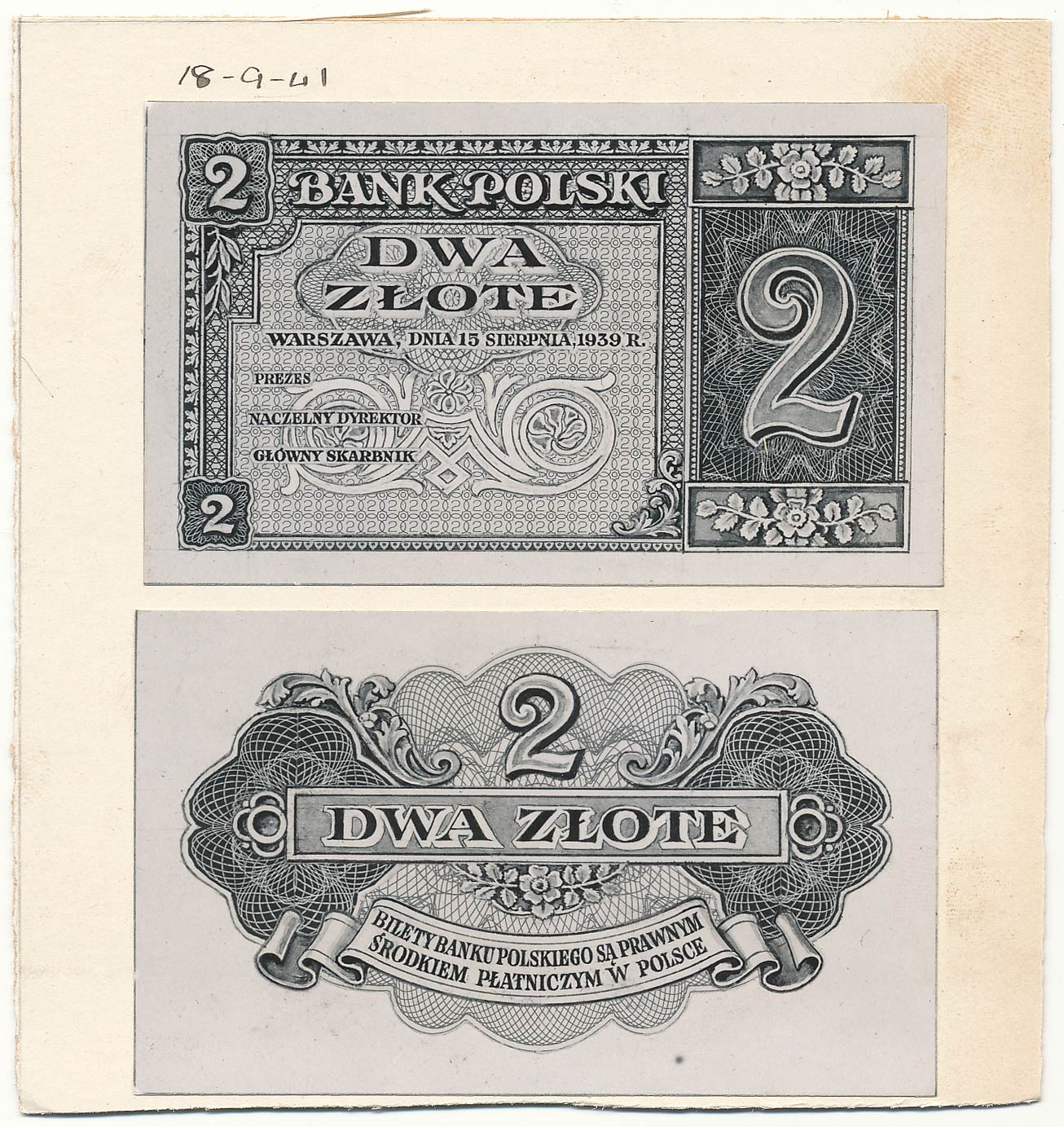
fotoprojekt 2 złote
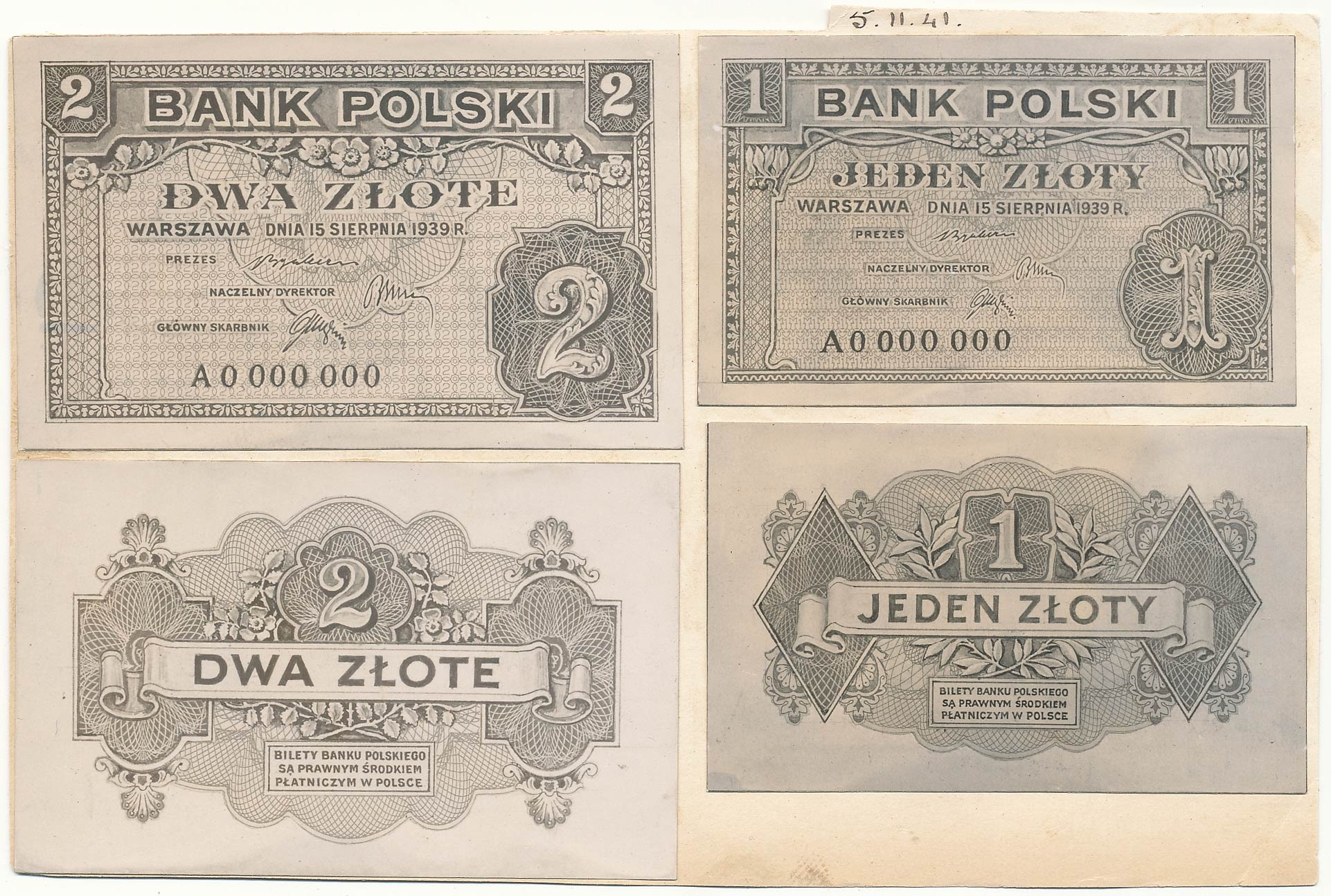
fotoprojekty 1 i 2 złote
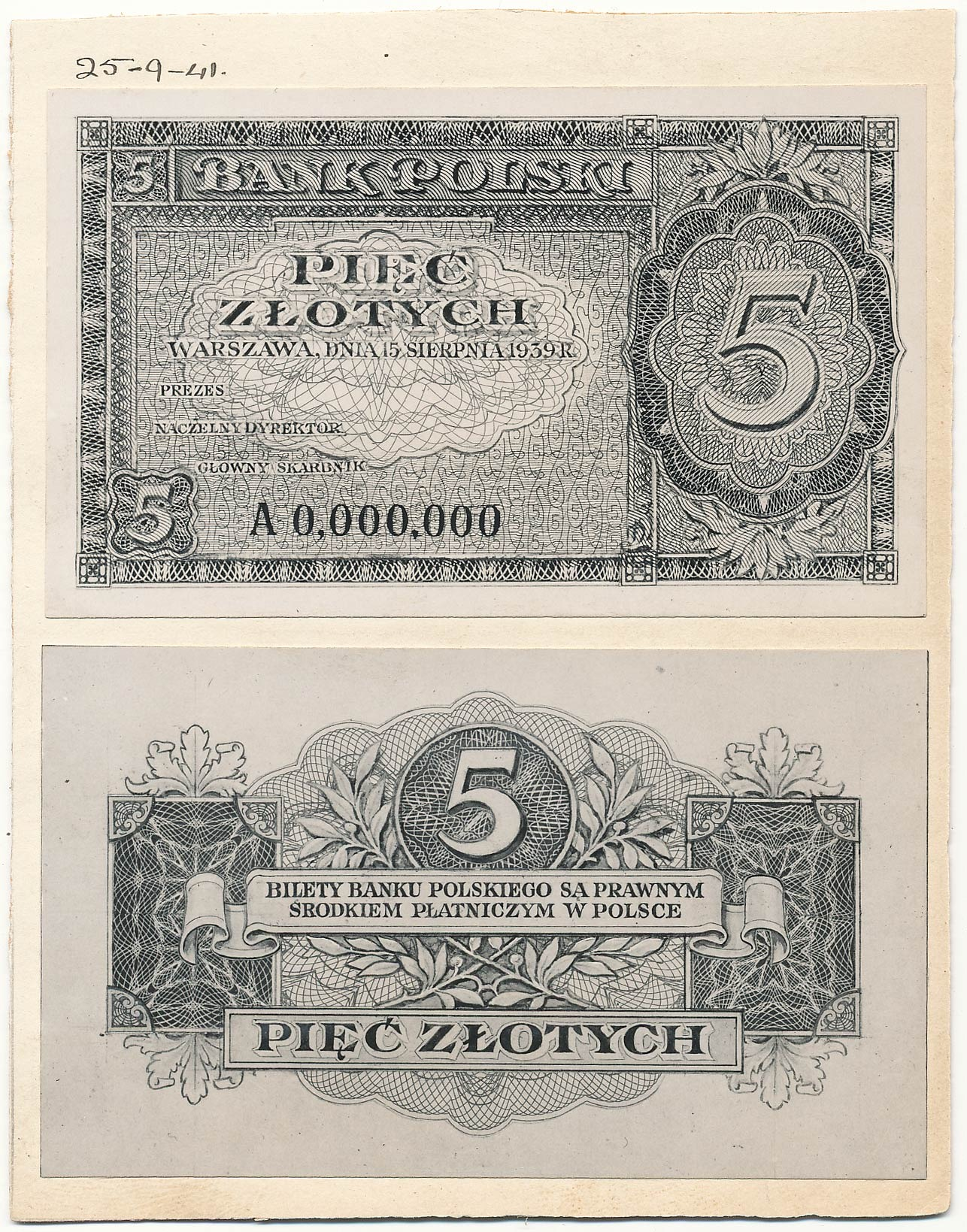
fotoprojekt 5 złotych
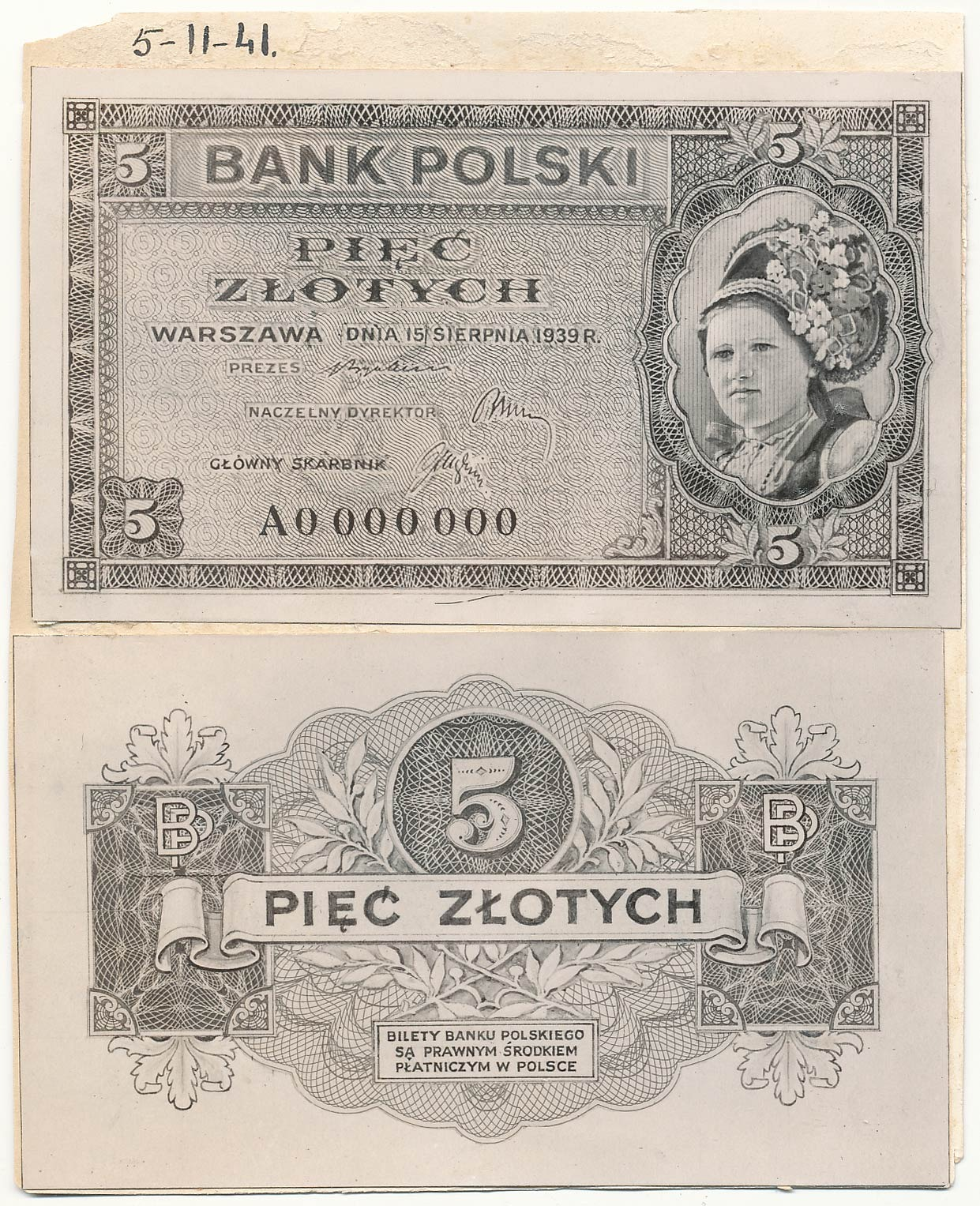
fotoprojekt 5 złotych
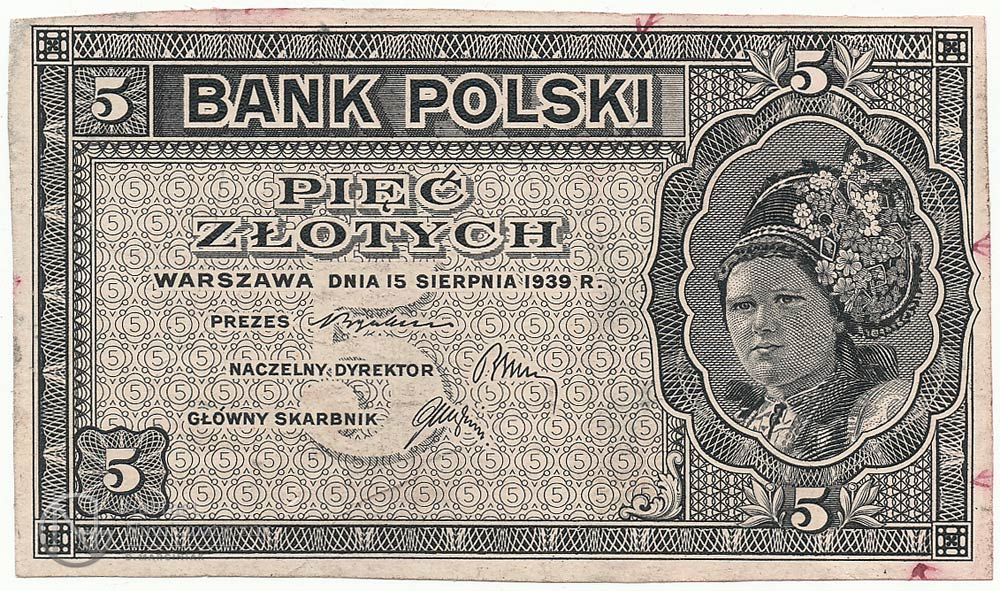
awers druku próbnego 5 złotych
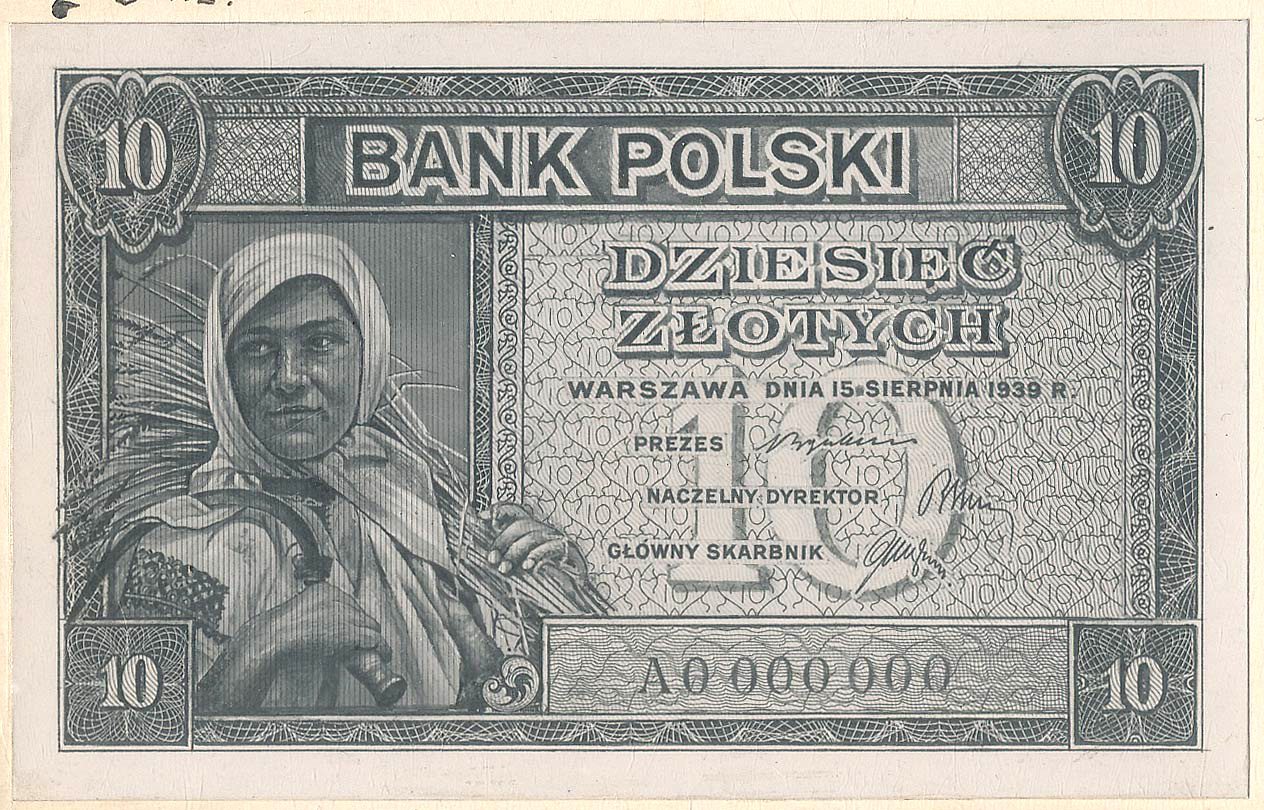
awers fotoprojektu 10 złotych
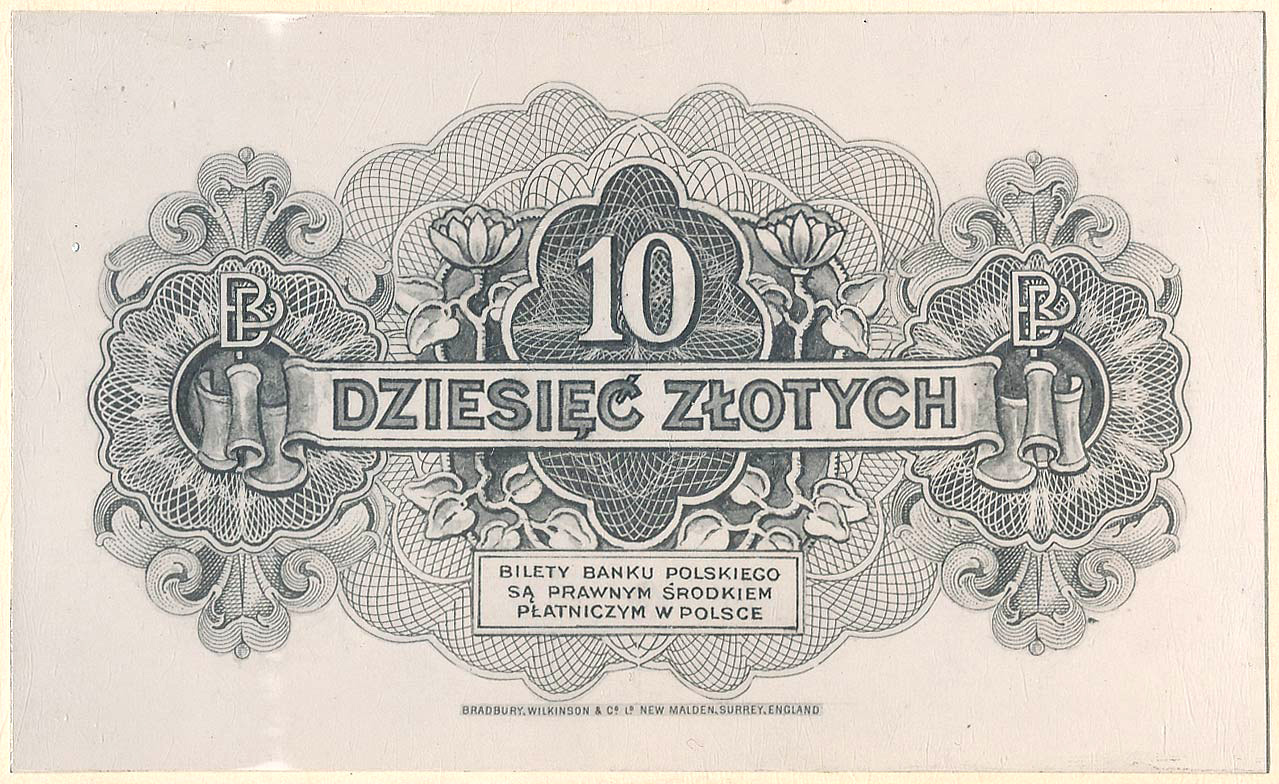
rewers fotoprojektu 10 złotych
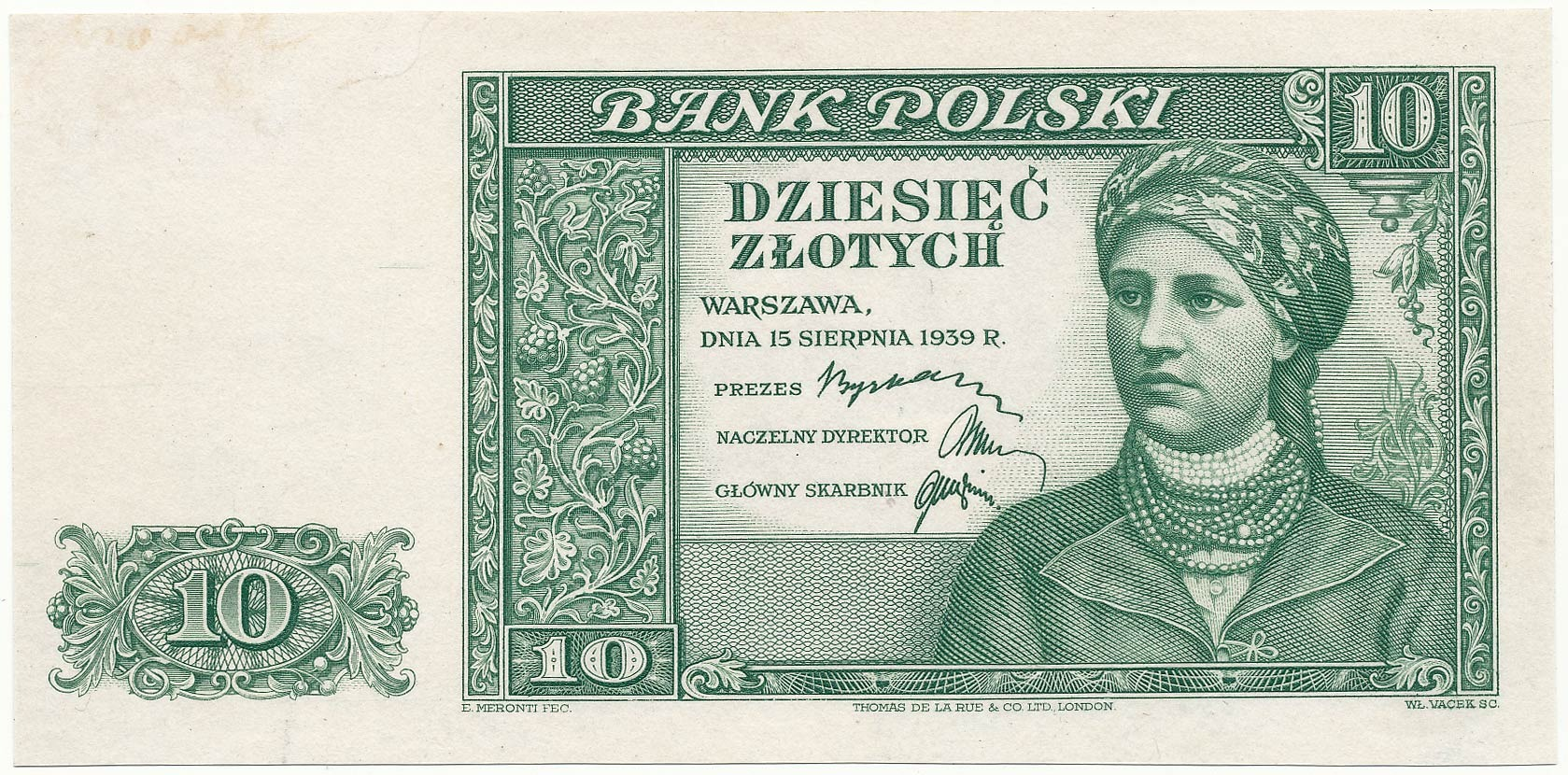
zielony druk próbny 10 złotych awers
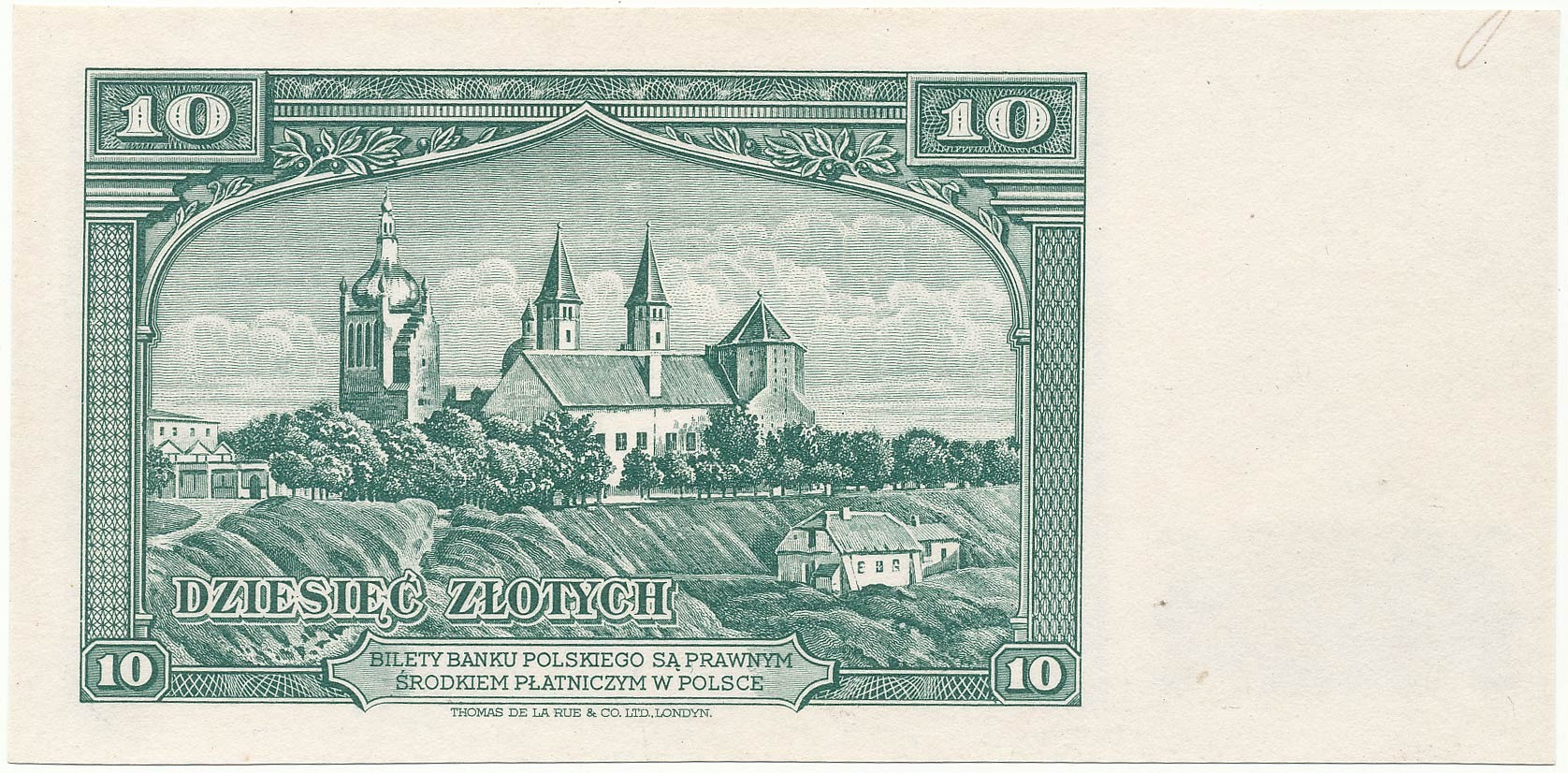
zielony druk próbny 10 złotych rewers
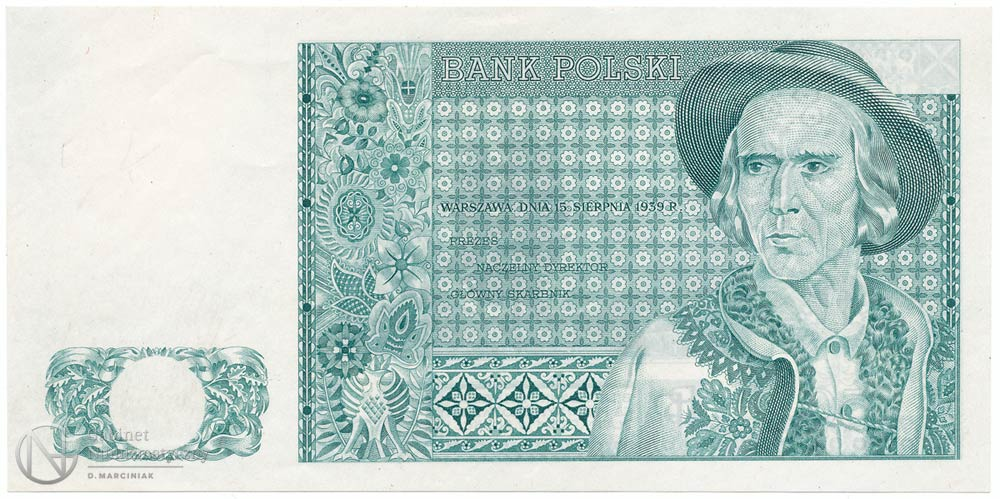
próba druku 50 złotych awers
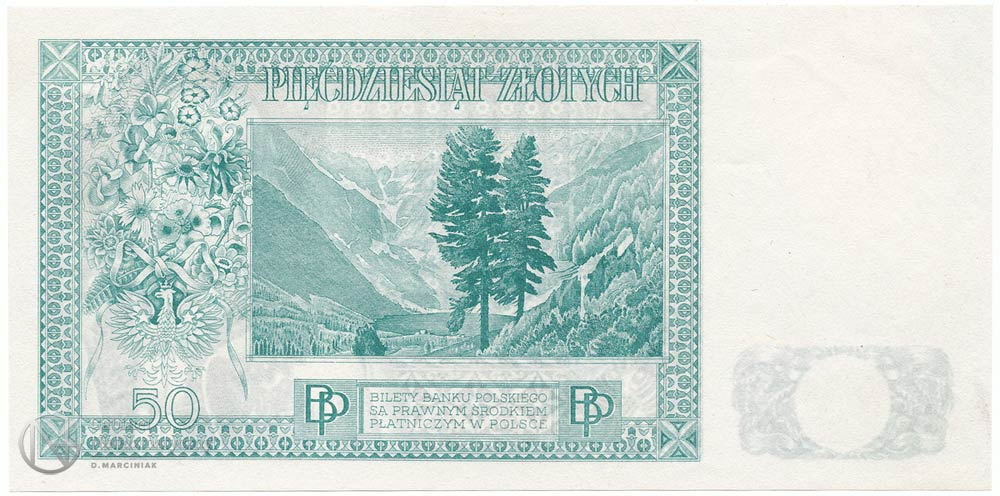
próba druku 50 złotych rewers
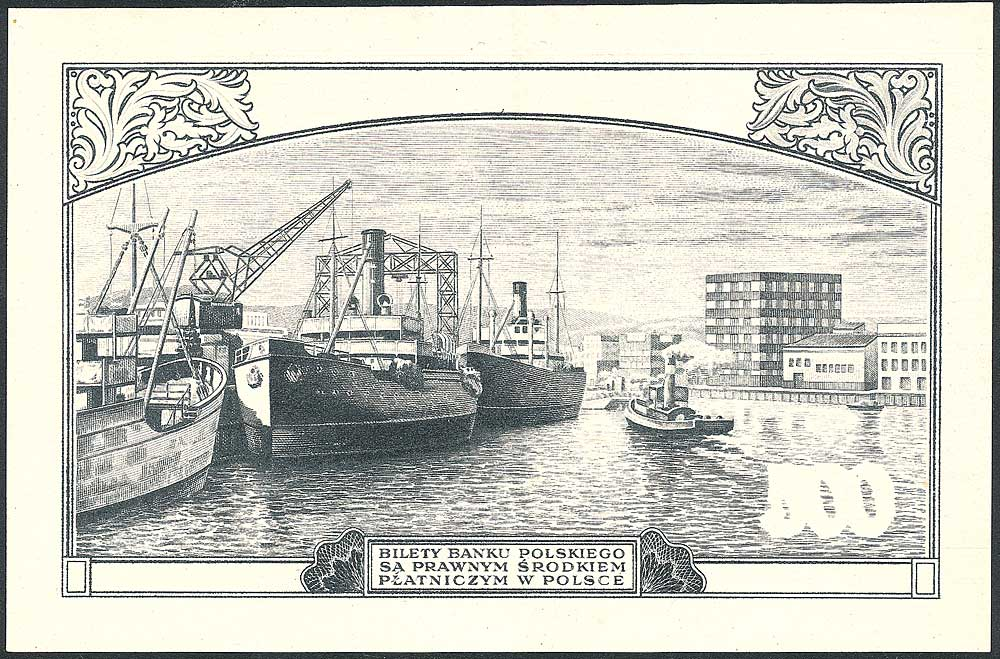
druk próbny rewersu 500 złotych